# هدى (فلم 1949)
هدى هو فيلم مصري تم إنتاجه عام 1949، قصة نقولا بدران وإخراج حلمي رفلة و بطولة نور الهدى وكمال الشناوي.

## قصة الفيلم
في بورسعيد تعيش هدى (نور الهدى) الطالبة بالثانوية العامة مع والدها الأرمل فتحي الهوارى (حسن فايق) صاحب شركه للتوريد والتصدير والداده صابحة (ثريا فخري). نعيمة (زينات صدقي) الموظفة بالشركة ابنة زنوبة (سعاد أحمد) وهي سوابق مخدرات وشقيقها عاشور (فريد شوقي) بائع سريح وبلطجي وسوابق سرقات. تهمل نعيمة في عملها فيخصم لها رئيسها (محمود لطفي) خمسة أيام من مرتبها فتذهب لصاحب الشركة فتحي بيه للشكوى في استدانه وضعف واغراء للرجل الكبير حتى وقع في حبها وتزوجها. اعترضت هدى على زواج ابيها من إمرأه متدنية المستوى الأجتماعي ولكن دون جدوى. تتعامل زوجة الأب نعيمة بقسوه وغلظة مع ابنة زوجها هدى وتحيل حياتها إلى جحيم وتطرد الداده صاحبه مما يدعو هدى للإتصال بخالتها (رفيعة الشال) وزوجها نعيم (أحمد درويش) بالإسكندرية فيدعونها للإقامة عندهم والالتحاق بكلية الحقوق لتبتعدعن زوجة أبيها. تتعرف هدى على سميرة (عفاف شاكر) زميلتها بالكلية وتذهب لمنزلها لتذاكر معها وتتعرف على أبيها رأفت بيه (محمود رضا) وأمها (سامية رشدي) وشقيقها القبطان البحري شكري (كمال الشناوي) ويحدث تقارب عاطفي بين هدى وشكري، وفي حفل عيد ميلاد سميرة تغنى هدى ويعجب بها الأستاذ عبد الصبور (شرفنطح) الملحن. إنتقل عاشور للإقامة في منزل أخته نعيمة التي أجبرت زوجها على إلحاق أخيها عاشور بالعمل بالشركة حيث عين أمينا للمخازن فإستلم القط مفتاح الكرار وعين عاشور أفراد عصابته بالشركة وبدأ في سرقة المخازن وتخزين المسروقات في السويس وبدأت احوال فتحي المالية في تدهور مستمر. نجحت هدى في اخر العام وحضرت إلى بورسعيد لقضاء الأجازه. تقدم شكري للزواج من هدى ولكن نعيمة أجبرت زوجها على رفضه لإنها تريد تزويجها من عاشور. غضب شكرى وسافر إلى أمريكا عام لحضور دوره دراسيه بينما هربت هدى من المنزل وذهبت إلى الملحن عبد الصبور وعرضت عليه العمل بالغناء وساعدها حتى نجحت وتألقت وهرولت إليها السينما بعد ان إختارت اسما فنيا جديدا هو فكرية فكري. افلس فتحي وبيع أثاث منزله في المزاد واستولى عاشور على كل شئ حتى أموال أخته نعيمة ومصاغها وتركها فقيرة معدمة تبيع أي شئ تملكه لكي تأكل وندمت على ما فعلت في هدى التي قابلتها في حالة يرثى لها فعطفت عليها وآوتها في منزلها وعلمت منها ما حدث لأبيها فطلبت من عبد الصبور أن يساعد والدها سراً بأن يشاركه في إعادة الشركة. رسمت هدى خطه للإيقاع بعاشور لمعرفة مكان البضاعة المسروقة ثم أبلغت البوليس وتم القبض على عاشور وعصابته. وتعود المسروقات لفتحي الهوارى وتعود هدى لوالدها وتعود نعيمة لزوجها فتحي بعد توبتها ويعود شكري من أمريكا ويتزوج من هدى.

## فريق العمل
إخراج: حلمي رفلة
تأليف:
- نقولا بدران (قصة)
- حلمي رفلة (سيناريو)
- بديع خيري (حوار)

إنتاج: أفلام حلمي رفلة
بطولة:
- نور الهدى
- كمال الشناوي
- حسن فايق
- فريد شوقي
- زينات صدقي
- شرفنطح
- أحمد درويش
- رفيعة الشال
- عفاف شاكر
- سامية رشدي
- سعاد أحمد
- ثريا فخري
- محمود لطفي
- شفيق نور الدين

## روابط خارجية
- مقالات تستعمل روابط فنية بلا صلة مع ويكي بيانات
- هدى على موقع الدهليز
- هدى على موقع كاروهات